# Peter Stuyvesant (Zigarettenmarke)
Peter Stuyvesant ist eine Zigarettenmarke der Firma Reemtsma, einer Tochtergesellschaft des britischen Konzerns Imperial Brands. Der berühmte Slogan, der vom Schweizer Fritz Bühler 1958 kreiert wurde, lautet: „Der Duft der großen weiten Welt: Peter Stuyvesant“. Später, in den 1980er Jahren, hieß der Werbespruch dann: „Der Geschmack der großen, weiten Welt“. Der schmissige Marsch, der der Werbung unterlegt war, ist der Sportsmaster March von Robert Busby (1951).
Benannt wurde diese Zigarettenmarke nach Petrus Stuyvesant, dem Gouverneur von Nieuw Amsterdam, der späteren Stadt New York City.
Die Markteinführung übernahm in Deutschland 1959 die Peter Stuyvesant Cigaretten Gesellschaft (Hamburg), eine Tochtergesellschaft des Hamburger Tabakkonzerns Reemtsma (Astor, Atika, Eckstein, Ernte 23, Juno, R6, Reval, Roth-Händle, Salem).

## Produkte
- Peter Stuyvesant (Nikotin: 0,8 mg | Teer: 10 mg | Kohlenstoffmonoxid: 10 mg)[3]
  - 1983: (Nikotin: 0,8 mg | Teer: 13 mg | Kohlenstoffmonoxid: 13 mg)
- Peter Stuyvesant Big Box (Nikotin: 0,8 mg | Teer: 10 mg | Kohlenstoffmonoxid: 10 mg)
- Peter Stuyvesant 100 (Nikotin: 0,8 mg | Teer: 10 mg | Kohlenstoffmonoxid: 10 mg)
- Peter Stuyvesant Gold (Nikotin: 0,5 mg | Teer: 6 mg | Kohlenstoffmonoxid: 6 mg)
- Peter Stuyvesant Silver (Nikotin: 0,3 mg | Teer: 4 mg | Kohlenstoffmonoxid: 4 mg)

## Kunstsammlung
Die Peter Stuyvesant Collection, eine Sammlung von mehr als 1400 Kunstwerken, heißt seit dem Zusammenschluss von Rothmans und British American Tobacco BATartventure. In den späten 1950er Jahren ließ der damalige Leiter von Peter Stuyvesant, Alexander Orlow, die Gemälde in den Produktionshallen in Zevenaar über den Maschinen aufhängen. Seit dem Jahre 2008 wurden Teile der Sammlung veräußert, zuletzt am 8. März 2010 bei Sotheby’s in Amsterdam.
Am 2. Juli 2012 wird der letzte und größte Teil der Sammlung in Amsterdam unter den Hammer kommen, meldete die niederländische Zeitung de Volkskrant am 25. Juni 2012.